# Moervaart
El Moervaart és un canal de Bèlgica que connecta el canal Gant-Terneuzen des de Rodenhuize a la ciutat de Lokeren. Té una llargada de 22,42 km, dels quals 1,025 de classe VI, 1,525 de classe V i els 19,22 km restants de classe I. El canal travessa els pobles de Mendonk, Wachtebeke, Moerbeke, Eksaarde i Daknam. A Mendonk connecta amb el Zuidlede.
Només els primers 2,5 km des de l'aiguabarreig amb el canal Gant-Terneuzen s'utilitzen per a la navegació comercial. El reste del canal està aficionat pels navegants de plaer, els pescadors, els cicloturistes i els vianants. El darrers anys la qualitat de l'aigua va millorar-se, i la varietat i la quantitat de peixes va augmentar.
Fins al 1964 hi havia una resclosa a Rodenhuize, com que el canal era sotmès als moviments de la marea (±25cm) des de l'Escalda via el Durme. Després de la construcció d'una presa entre el canal i el Durme a Lokeren, la resclosa va enderrocar-se i ara el nivell és el mateix del canal Gant-Terneuzen.
Al marge dret a Sinaai (Sint-Niklaas), hi ha el paisatge protegit dels prats humits «Meersen aan de Moervaart», un dels darrers rars biòtops d'aquest tipus conservats a Flandes. Hi creixen entre d'altres el llapó fullat, llapó negre, la Stellaria palustris, Elodea canadensis, Spirodela polyrhiza, Carex disticha, Equisetum fluviatile, Cucut de rec, Sparganium erectum i Thalictrum flavum.

## Història

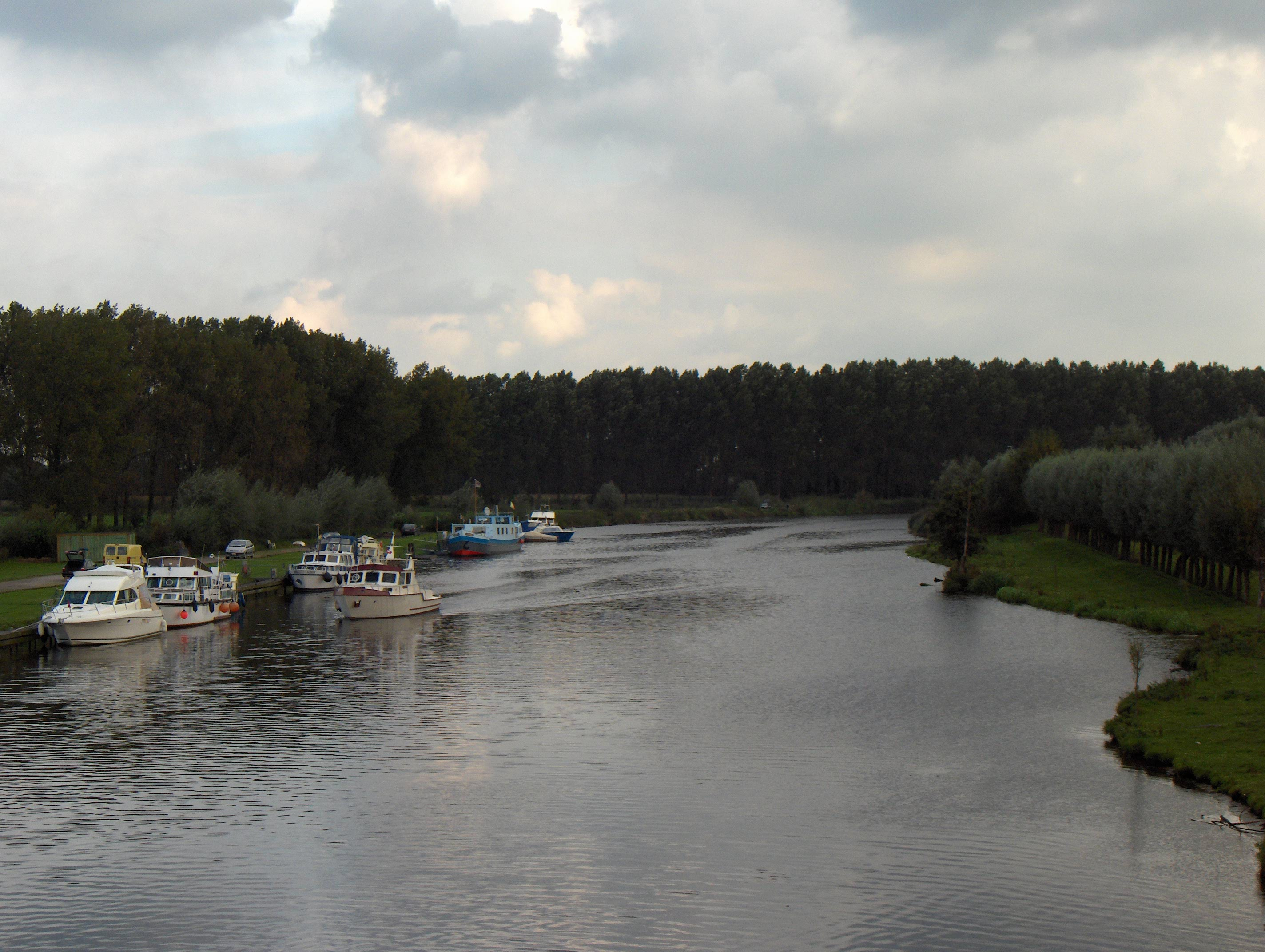
Moervaart, vist des del pont Spanjeveerbrug a Mendonk

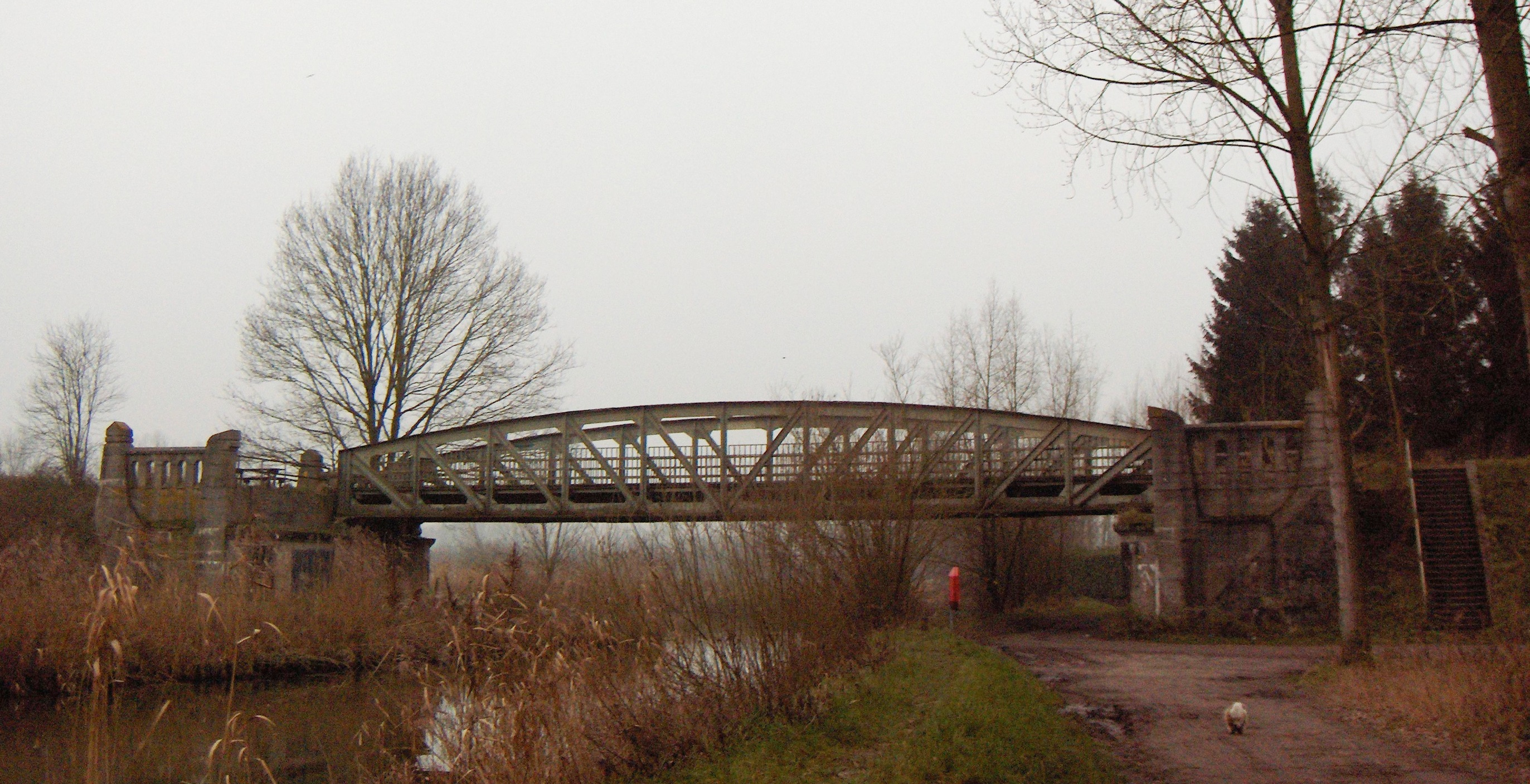
Antic pont ferroviari al Moervaart a Eksaarde

Els monjos de l'Abadia de Boudelo van excavar aquest canal a l'inici del segle xiv per al desguàs dels pòlders al marge de l'Escalda. Des del segle xv van apregonar-lo per fer-lo navegable per al transport de la torba. Al segle xix el canal va apregonar-se segons la norma de Freycinet per a rebre embarcacions fins a una capacitat de 300 tones. Històricament és el curs superior del Durme, que en canalitzar-se des de l'edat mitjana va perdre a poc a poc el seu caràcter de riu. Va ser excavat em 1645 i pregonat i eixamplat el 1737, durant el règim austríac. Com arreu a la zona dels pòlders, no sempre és fàcil distingir entre rius naturals i canals cavats per l'home, com sovint es va profitar rius i priels per canalitzar.
El nom es compon de moer- (= maresme) i -vaart (= canal).